# Coscaga
Coscaga là một chi bướm đêm thuộc họ Erebidae.